# Guatteria eriantha
Guatteria eriantha este o specie de plante angiosperme din genul Guatteria, familia Annonaceae, descrisă de Heinrich Gustav Reichenbach și Heinrich Zollinger. Conform Catalogue of Life specia Guatteria eriantha nu are subspecii cunoscute.